# Atari Jaguar
Atari Jaguar je igraća konzola koja se pojavila na američkom tržištu u studenome 1993. Iako je bila okrunjena kao prva 64-bitna konzola, ta tvrdnja nije do kraja istinita jer je koristila nekoliko mikroprocesora: 16-bitni, 32-bitni i 64 bitni. U stvari, ova konzola je u biti 32-bitna konzola i naprjednija od mnogih takmaca kao Nintendov SNES ili Sega Genesis, ali ovo nije pomoglo da se ova konzola učvrsti na tržištu jer se nije uspjelo primamiti velike softverske tvrtke. Atari Jaguar je totalno zakazao na tržištu, te poslije ovog neuspjeha Atari više nije proizvodio igraće konzole. Atari Jaguar kao medije koristio je memorijske module i CD-ROM.

## Značajke
- Mikroprocesor: Motorola 68000 na 13,295 MHz
- Grafika: 32/64 bita
- Zvuk: 16-bitni stereo
- RAM: 16KB
- ROM: memorijski moduli najviše 6 MB